# Cyrtorhinus
Cyrtorhinus is een geslacht van wantsen uit de familie blindwantsen. Het geslacht werd voor het eerst wetenschappelijk beschreven door Fieber in 1858 .

## Soorten
Het genus bevat de volgende soorten:

- Cyrtorhinus caricis (Fallen, 1807)
- Cyrtorhinus caricisoides Ghauri, 1970
- Cyrtorhinus carvalhoi Woodward, 1957
- Cyrtorhinus cumberi Woodward, 1950
- Cyrtorhinus dimorphus Linnavuori, 1994
- Cyrtorhinus fulvus Knight, 1935
- Cyrtorhinus geniculatus (Reuter, 1904)
- Cyrtorhinus lividipennis Reuter, 1884
- Cyrtorhinus melanops Reuter, 1905
- Cyrtorhinus viridis Linnavuori, 1975